# Tiszay Magda
Tiszay Magda (1935-től Tiszai Magda) (Békéscsaba, 1917. április 4. – München, 1989. december 27.) Kossuth-díjas magyar opera-énekesnő (alt).

## Életpályája
Édesapja városi végrehajtó volt. A középiskola utolsó éveit a Budapesti Evangélikus Leánygimnáziumban végezte, majd a Zeneakadémián Maleczky Bianca növendéke volt.
1944-ben szerződtette az Operaház, ahol a Farsangi lakodalom Bükkynéjeként debütált 1944. október 5-én. 1948–49-ben Rómában vett részt továbbképzésen. A háború utáni időszakban hamarosan ő lett a társulat vezető alt énekesnője Palánkay Klára mellett. 1949-től énekelte Kodály Zoltán Háry János című daljátékának női főszerepét. Utolsó hazai fellépte 1962. június 22-én volt a Trubadúr Azucenájaként.
Drámai hang birtokosa volt az alt regiszterben és egészen kivételes stílusérzékkel rendelkezett. Állandó szereplője a hazai oratórium- és dalesteknek. Számos hanglemezfelvételt készített. 1962-ben az akkori Német Szövetségi Köztársaságban telepedett le. Külföldön nem kapott tehetségéhez méltó feladatokat és hamarosan visszavonult az énekesi pályától.

## Ismert szerepei
- Georges Bizet: Carmen - címszerep
- Alekszandr Porfirjevics Borogyin: Igor herceg - Koncsakovna
- Pjotr Iljics Csajkovszkij: A pikk dáma – Polina
- Pjotr Iljics Csajkovszkij: Jevgenyij Anyegin – Olga
- Léo Delibes: Lakmé – Mistress Bentson
- Gaetano Donizetti: Lammermoori Lucia – Alisa
- Farkas Ferenc: Csínom Palkó – Örzse
- Christoph Willibald Gluck: A rászedett kádi – Omega
- Christoph Willibald Gluck: Orfeusz és Euridiké – Orfeusz
- Goldmark Károly–Jan Ciepliński: Sakuntala – Prológ
- Charles Gounod: Faust – Marthe Schwertlein
- Hajdu Mihály: Kádár Kata – Gyulainé
- Horusitzky Zoltán: Báthory Zsigmond – Kendi Mária
- Kacsóh Pongrác: János vitéz – A gonosz mostoha
- Kodály Zoltán: Székely fonó - Háziasszony; Szomszédasszony
- Kodály Zoltán: Háry János - Örzse
- Wolfgang Amadeus Mozart: Figaro lakodalma – Marcellina
- Wolfgang Amadeus Mozart: A varázsfuvola – Harmadik hölgy
- Modeszt Petrovics Muszorgszkij: Hovanscsina - Marfa
- Otto Nicolai: A windsori víg nők – Reichné
- Jacques Offenbach: Hoffmann meséi – Antonia anyjának hangja
- Polgár Tibor: A kérők – Margit
- Giacomo Puccini: Tosca – Pásztorfiú
- Giacomo Puccini: A köpeny – Szerelmespár
- Gioachino Rossini: A sevillai borbély – Berta
- Gioachino Rossini: Ory grófja – Ragonde
- Bedřich Smetana: Az eladott menyasszony – Háta
- Richard Strauss: A rózsalovag – Annina
- Giuseppe Verdi: A trubadúr - Azucena
- Giuseppe Verdi: Rigoletto – Maddalena
- Giuseppe Verdi: La Traviata – Flora Bervoix
- Giuseppe Verdi: Álarcosbál - Ulrica
- Giuseppe Verdi: Otello – Emilia
- Giuseppe Verdi: Falstaff – Mistress Quickly
- Richard Wagner: A walkür – Fricka; Grimgerde

## Filmszerepek
- Háry János (1962)

## Díjai
- Liszt Ferenc-díj (1955)
- Kossuth-díj, III. fokozat (1957)